# Кондорсе
Кондорсе (фр. Condorcet) је насељено место у Француској у региону Рона-Алпи, у департману Дром.
По подацима из 2011. године у општини је живело 496 становника, а густина насељености је износила 22,1 становника/km².

## Демографија
| 1962. | 1968. | 1975. | 1982. | 1990. | 2011. |
| ----- | ----- | ----- | ----- | ----- | ----- |
| 222   | 224   | 252   | 340   | 386   | 496   |